# Pimienta de Alepo
La pimienta de Alepo es una variedad de Capsicum annuum que tiene origen en la ciudad de Alepo, en el norte de Siria. Es un condimento típico de las gastronomías levantina y turca. En esta última se pulveriza para hacer pul biber, el cual se encuentra con facilidad en los restaurantes sobre las mesas. La mayoría de los pimientos de Alepo que se encuentran en el mercado proceden de Siria. 
Posee un moderado nivel de pungencia y un sabor afrutado de fondo. Habitualmente, la pimienta de Alepo puede referirse también a su versión en polvo o granulada que se hace de los pimientos de Alepo en Siria.